# Unité urbaine de Caen
L'unité urbaine de Caen est une unité urbaine française centrée sur la ville de Caen, préfecture du département du Calvados, en région Normandie.
Elle fait partie de la catégorie des grandes agglomérations urbaines de la France, c'est-à-dire ayant plus de 100 000 habitants.

## Données générales
En 2010, selon l'INSEE, l'unité urbaine de Caen est composée de 21 communes, toutes situées dans le département du Calvados, plus précisément dans l'arrondissement de Caen.
Dans le nouveau zonage de 2020, elle est composée de 24 communes, le périmètre s'élargissant à trois nouvelles communes, celles de Biéville-Beuville, Grainville-sur-Odon et Grentheville.
En 2022, avec 213 040 habitants, elle constitue la 1re unité urbaine du département du Calvados et la 3e de la région Normandie. Au niveau national, elle se situe au 33e rang.
En 2022, sa densité de population s'élève à 1 227 hab/km2. Par sa superficie, elle ne représente que 3,14 % du territoire départemental mais, par sa population, elle regroupe 30,24 % de la population du département du Calvados.
La majeure partie des communes de l'unité urbaine de Caen sont membres de la communauté d'agglomération Caen la Mer, Baron-sur-Odon, Fontaine-Étoupefour, Grainville-sur-Odon et Mondrainville étant les seules à ne pas en faire partie.

Agglomérations de plus de 100000 habitants en France en 2022.

## Composition 2020 de l'unité urbaine
Elle est composée des 24 communes suivantes :
| Nom                            | Code Insee | Département | Statut       | Superficie (km2) | Population (dernière pop. légale) | Densité (hab./km2) | Modifier                                    |
| ------------------------------ | ---------- | ----------- | ------------ | ---------------- | --------------------------------- | ------------------ | ------------------------------------------- |
| Caen (ville-centre)            | 14118      | Calvados    | ville-centre | 25,70            | 108 398 (2022)                    | 4 218              | modifier les données · modifier les données |
| Baron-sur-Odon                 | 14042      | Calvados    | banlieue     | 6,43             | 1 104 (2022)                      | 172                | modifier les données · modifier les données |
| Biéville-Beuville              | 14068      | Calvados    | banlieue     | 11,15            | 3 855 (2022)                      | 346                | modifier les données · modifier les données |
| Bretteville-sur-Odon           | 14101      | Calvados    | banlieue     | 6,46             | 4 392 (2022)                      | 680                | modifier les données · modifier les données |
| Carpiquet                      | 14137      | Calvados    | banlieue     | 5,88             | 3 266 (2022)                      | 555                | modifier les données · modifier les données |
| Colombelles                    | 14167      | Calvados    | banlieue     | 7,14             | 7 015 (2022)                      | 982                | modifier les données · modifier les données |
| Cormelles-le-Royal             | 14181      | Calvados    | banlieue     | 3,48             | 5 273 (2022)                      | 1 515              | modifier les données · modifier les données |
| Cuverville                     | 14215      | Calvados    | banlieue     | 2,01             | 2 273 (2022)                      | 1 131              | modifier les données · modifier les données |
| Démouville                     | 14221      | Calvados    | banlieue     | 3,56             | 3 017 (2022)                      | 847                | modifier les données · modifier les données |
| Épron                          | 14242      | Calvados    | banlieue     | 1,42             | 1 883 (2022)                      | 1 326              | modifier les données · modifier les données |
| Fleury-sur-Orne                | 14271      | Calvados    | banlieue     | 6,75             | 5 622 (2022)                      | 833                | modifier les données · modifier les données |
| Fontaine-Étoupefour            | 14274      | Calvados    | banlieue     | 5,08             | 2 812 (2022)                      | 554                | modifier les données · modifier les données |
| Giberville                     | 14301      | Calvados    | banlieue     | 5,00             | 4 956 (2022)                      | 991                | modifier les données · modifier les données |
| Grainville-sur-Odon            | 14311      | Calvados    | banlieue     | 5,26             | 1 078 (2022)                      | 205                | modifier les données · modifier les données |
| Grentheville                   | 14319      | Calvados    | banlieue     | 4,08             | 1 005 (2022)                      | 246                | modifier les données · modifier les données |
| Hérouville-Saint-Clair         | 14327      | Calvados    | banlieue     | 10,64            | 22 473 (2022)                     | 2 112              | modifier les données · modifier les données |
| Ifs                            | 14341      | Calvados    | banlieue     | 9,06             | 11 868 (2022)                     | 1 310              | modifier les données · modifier les données |
| Mondeville                     | 14437      | Calvados    | banlieue     | 9,05             | 10 286 (2022)                     | 1 137              | modifier les données · modifier les données |
| Mondrainville                  | 14438      | Calvados    | banlieue     | 3,17             | 584 (2022)                        | 184                | modifier les données · modifier les données |
| Mouen                          | 14454      | Calvados    | banlieue     | 4,16             | 1 779 (2022)                      | 428                | modifier les données · modifier les données |
| Rots                           | 14543      | Calvados    | banlieue     | 23,40            | 2 541 (2022)                      | 109                | modifier les données · modifier les données |
| Saint-Germain-la-Blanche-Herbe | 14587      | Calvados    | banlieue     | 2,63             | 2 493 (2022)                      | 948                | modifier les données · modifier les données |
| Tourville-sur-Odon             | 14707      | Calvados    | banlieue     | 1,70             | 1 140 (2022)                      | 671                | modifier les données · modifier les données |
| Verson                         | 14738      | Calvados    | banlieue     | 10,36            | 3 927 (2022)                      | 379                | modifier les données · modifier les données |

## Évolution démographique
L'évolution démographique ci-dessous concerne l'unité urbaine selon le zonage de 2020.
| 1968    | 1975    | 1982    | 1990    | 1999    | 2006    | 2011    | 2016    | 2022    |
| ------- | ------- | ------- | ------- | ------- | ------- | ------- | ------- | ------- |
| 157 220 | 187 428 | 190 263 | 198 105 | 207 021 | 204 639 | 202 061 | 204 109 | 213 040 |